# ليدي لين
ليدي لين هي مغنية بلجيكية، ولدت في 14 سبتمبر 1981 في Sint-Amandsberg ‏ في بلجيكا.

## وصلات خارجية
- الموقع الرسمي
- ليدي لين على موقع IMDb (الإنجليزية)
- ليدي لين على موقع ميوزك برينز (الإنجليزية)
- ليدي لين على موقع ميوزك برينز (الإنجليزية)
- ليدي لين على موقع ديسكوغز (الإنجليزية)